# 大住誠
大住誠（おおすみ まこと、1952年1月31日 - ）は、日本の臨床心理学者、浄土真宗の僧。

## 略歴
神奈川県生まれ。浅野高等学校を経て、青山学院大学文学部卒業。武蔵野女子大学大学院で臨床心理学を学ぶ。高校教諭、県教育センター指導主事（教育相談研究室）、聖マリアンナ医科大学神経精神科学教室、横浜国立大学、聖マリアンナ医科大学非常勤講師を経て、現在は同朋大学社会福祉学科大学院特任教授（研究指導）に至る。大住心理相談室室長。2011年「パーソナリティ障害を伴ううつ病性障害に対する精神療法の検討 箱庭療法施行後の外来森田療法追加施行の有効性」で聖マリアンナ医科大学博士（医学）。森田療法とユング心理学との統合的アプローチの研究を行っている。その結果、瞑想箱庭療法という新しい理論と技法を創始した。臨床心理士。法閑寺（浄土真宗大谷派）住職。

## 著書
- 『ユング イラスト版オリジナル』田島董美イラスト 現代書館 (For beginnersシリーズ) 1993
- 『ユング心理学+「仏教」のカウンセリング 心を癒し、「本当の自分探し」を深めるために』学陽書房 2001
- 『ユング派カウンセリング入門』2003 ちくま新書
- 『うつは、治す努力をやめれば治る 箱庭療法と森田療法の併用の事例と実践』法藏館 2015
- 『新瞑想箱庭療法 「身体感覚」から考える新たな療法の可能性』誠信書房 2016
- 『お母さんと僕のまほうの砂箱―発達障害と母子同時箱庭療法』ゆまに書房　2019
- 『積極的に治さない瞑想箱庭療法 春秋社 2022
- 『瞑想箱庭療法の理論と実践』 論創社 2025

共著
- 『現代箱庭療法』織田尚生共著 誠信書房 2008
- 『瞑想沙盘森田疗法 整合与实践』李江波 徐骁霏 共著 北京大学医学出版社 2022

論文
- cinii
- 国立国会図書館